# Chaetodiplodina graminicola
Chaetodiplodina graminicola är en svampart som beskrevs av Speg. 1910. Chaetodiplodina graminicola ingår i släktet Chaetodiplodina, divisionen sporsäcksvampar och riket svampar.   Inga underarter finns listade i Catalogue of Life.